# Tanaghrisson
Tanaghrisson (auch Deanaghrison, Johonerissa, Tanacharison, Tanahisson, Thanayieson) († 4. Oktober 1754 in Harris’s Ferry, Harrisburg) war ein Führer der irokesischen Seneca im oberen Ohio-Tal. Dabei spielte er eine wichtige Rolle beim Ausbruch des Siebenjährigen Krieges in Nordamerika.

## Leben
Über seine Jugend ist wenig bekannt. Gaspard-Joseph Chaussegros de Léry schrieb, er sei von Geburt ein Catawba gewesen, sei jedoch in die Gefangenschaft der Seneca geraten und von ihnen adoptiert worden. Philippe-Thomas Chabert de Joncaire berichtete, er stamme vom Lac des Deux Montagnes, und dass er ursprünglich den Franzosen zugeneigt war.
Um 1745 veränderte der Siedlungsdruck und das Eingreifen englischer Händler die politische Situation im Gebiet zwischen Ohio-Fluss und den Großen Seen. So zog ein Teil der Huronen (Wyandot) und der Miami von den Seen Richtung Ohio. Hier erscheint Tanaghrisson in den Quellen erstmals unter dem Namen Tanareeco. Er war einer der Unterzeichner eines Briefes von 1747, der über einen Vertrag zwischen den pro-britischen Mingo und Shawnee mit der „Inomey Nation“, den Miamis berichtet. Einer der Mingo-Unterzeichner war in Wirklichkeit ein Oneida namens Scarroyady. Dieser war Unterhändler zwischen Irokesen und Shawnee, und einer der wichtigsten Verbündeten Tanaghrissons.
Das irokesische Ratsfeuer von Onondaga (bei Syracuse) betrachtete die Mingo allerdings als Krieger, die nicht berechtigt waren, ein eigenes Ratsfeuer zu unterhalten und damit externe Verträge abzuschließen. Daher hatten sie auch keinen Sprecher, was die Briten mit „king“ übersetzten. Die britischen Kolonien Pennsylvania und Virginia zogen es jedoch vor, nicht mit den Irokesen zu verhandeln, sondern mit den übrigen Stämmen, möglichst mit jedem einzeln. Dabei ging es Pennsylvania um Handelsrechte, Virginia darüber hinaus um die Gewinnung von Siedlungsland. Um dies diplomatisch vorzubereiten, schickte George Croghan am 1. April 1748 im Namen Pennsylvanias ein Geschenk an die Ohio-Indianer, im September überbrachte der Indianeragent Conrad Weiser ein größeres Geschenk, an dem sich auch Virginia beteiligte. Diese Vertragsverhandlungen waren das äußere Anzeichen dafür, dass Logstown (Ambridge, Pennsylvania) als Ratsfeuer anerkannt war. Erstmals tauchte hier Tanaghrisson als „the half King“ auf. Das französische Äquivalent dieses Titels, „demiroi“, taucht nur in Übersetzungen auf, es spiegelt also nur die britische Perspektive wider. Tanaghrisson und seine Verbündeten versuchten ihren neuen Status zu festigen, indem sie nach Wampum verlangten, das symbolische Kennzeichen für die Gültigkeit ihrer Verträge. Als George Croghan im Mai 1751 an einer Ratsversammlung teilnahm, war Tanaghrisson der Sprecher, ebenso wie an einer weiteren Versammlung im Juni 1752, als Virginia über die Ratifikation einer Landabtretung verhandelte.
1753 begannen die Franzosen, das obere Ohiotal nicht zu besiedeln – dazu standen viel zu wenige Siedlungswillige zur Verfügung –, sondern militärisch zu sichern. Tanaghrisson stand dieser Invasion entsprechend ablehnend gegenüber. Daher versuchte er, alle politischen Kräfte, seien es Indianer oder Briten, gegen sie zu verbünden. Auch die Delawaren protestierten, ebenso wie Scarroyady im Namen der Shawnee, und Tanaghrisson, der seine Forderung nach Abzug am 3. September in überbrachte. Paul Marin de La Malgue, der französische Kommandant, lehnte jedoch die Forderungen ab. Scarroyady führte daraufhin auf Einladung Virginias eine Delegation von Delawaren, Shawnee, Huronen und Miami nach Winchester, dann nach Carlisle in Pennsylvania. Sowohl Tanaghrisson als auch Scarroyady bestanden inzwischen darauf, dass sie nicht für die Irokesen sprachen, sondern nur für die Stämme im Ohiotal. Tanaghrisson forderte den Abzug der britischen Händler.
Nach dem Tod des französischen Kommandanten Marin zog er, zusammen mit zwei anderen Häuptlingen namens Jeskakake und Kaghswaghtaniunt und in Begleitung von Major George Washington am 11. Dezember 1753 zum Fort de la Rivière au Boeuf (Waterford, Pennsylvania). Sie forderten als Vertreter der Ohio-Stämme und Virginias erneut den Abzug der Franzosen, doch lehnten diese abermals ab. Tanaghrisson kehrte am 15. Januar 1754 nach Logstown in Begleitung einer französischen Delegation unter Leitung von Michel Maray de La Chauvignerie zurück, der einen kurzlebigen Posten errichten ließ.
Bereits im Februar begleitete Tanaghrisson einige Virginier, die ein Fort beim heutigen Pittsburgh errichteten. Er unterstützte sie, bis sie am 18. April gegen Claude-Pierre Pécaudy de Contrecœur nachgeben mussten, der stattdessen Fort Duquesne errichtete. George Washington sollte die britische Autorität wiederherstellen. Tanaghrisson schloss sich mit seinen Männern den 160 Virginiern, die unter Washingtons Führung standen, an, und er beteiligte sich am Gefecht von Jumonville Glen. Er selbst erschlug aller Wahrscheinlichkeit nach mit einem Tomahawk den französischen Führer Joseph Coulon de Villiers de Jumonville – vermutlich, um einen Friedensschluss der Kolonialmächte zu verhindern, und um Großbritannien die Möglichkeit abzuschneiden, den Franzosen nachzugeben. Washington zog sich eilig zurück und errichtete Fort Necessity. Am 1. Juni stießen Tanaghrisson und 80 bis 100 Mingo zu ihnen, doch verließen sie das Fort noch vor der Kapitulation, die am 4. Juni erfolgte. Sie gingen nach Cumberland in Maryland., dann nach Aughwick (Shirleysburg in Pennsylvania), wo Croghan seinen Handelsposten unterhielt.
Tanaghrisson berief dorthin eine Versammlung der Delawaren- und Shawneeführer ein. Er selbst ging zum Posten von John Harris, von wo er Conrad Weiser zu einer Ratsversammlung zurück nach Aughwick begleitete. Die Verhandlungen vom 4. bis 6. September kamen zu dem Ergebnis, dass Delawaren und Shawnee im britischen Interesse unterstützt werden müssten. Doch die meisten flüchtigen Irokesen blieben in Aughwick, zumal sie das Ohiotal nicht verlassen konnten, sie Pennsylvania aber dort auch nicht schützen konnte. Scarroyady brachte den inzwischen schwer kranken Tanaghrisson zu Harris’ Posten, wo Tanaghrisson am 4. Oktober 1754 starb.
Virginia und Pennsylvania erkannten Scarroyady sofort als neuen Half King an. Dennoch stabilisierte sich die Situation nicht, sondern die Führung innerhalb der Gruppe war bis Januar 1756 umkämpft. Dies hing vor allem damit zusammen, dass der neue Halbkönig nach New York reiste, um Hilfe von Sir William Johnson, dem Superintendent of northern Indians zu erhalten.
Da Scarroyady und Tanaghrisson gleichermaßen als Halbkönige bezeichnet wurden, kam es häufig zu Verwechslungen. Scarroyady starb im Juni 1757 in Lancaster, im Süden von Pennsylvania.
Tanaghrisson hatte mindestens einen Sohn, der als „Gahickdodon the half King’s Son“ bei Verhandlungen in Carlisle im Januar 1756 genannt wird. Zwei seiner Töchter blieben eine Zeit lang in Aughwick, eine von ihnen war mit dem britischen Händler John Owen verheiratet. Dort stand Fort Shirley. Mit einem Soldaten der Garnison verließen sie das Fort im Juli 1756. In diesem Jahr lebte zudem eine Schwiegertochter Tanaghrissons am oberen Susquehanna River.